# 利き手交換
利き手交換（ききてこうかん）とは、脳卒中で半身不随になったり、交通事故、工場事故などで腕を切断するなどのケースで、利き手が、実用手までに回復できない時に、実用手ではなかった方の手を実用手とするために作業療法士が訓練をすること。残された機能の向上で、生活の質の維持を図ること。
患者は、利き手ではない方の手で、大まかな動作から、巧緻性を求められるような細かい動作まで訓練を受ける。特に、箸などでの食事練習や、書字などで訓練をすることが多い。